# Afrikaans kampioenschap voetbal 2004
De African Cup of Nations 2004 was de 24e editie van de Afrika Cup, het kampioenschap voor nationale voetbalelftallen. Het vond van 24 januari tot en met 14 februari voor de derde keer plaats in Tunesië. Er werd in zes steden gespeeld. Tunesië (gastland) en Kameroen (titelverdediger) waren automatisch geplaatst voor de eindronde waar zestien landen aan deelnamen. Voor de tiende keer in de geschiedenis van de Afrika Cup won het gastland het kampioenschap.

## Kwalificatie

### Gekwalificeerde landen

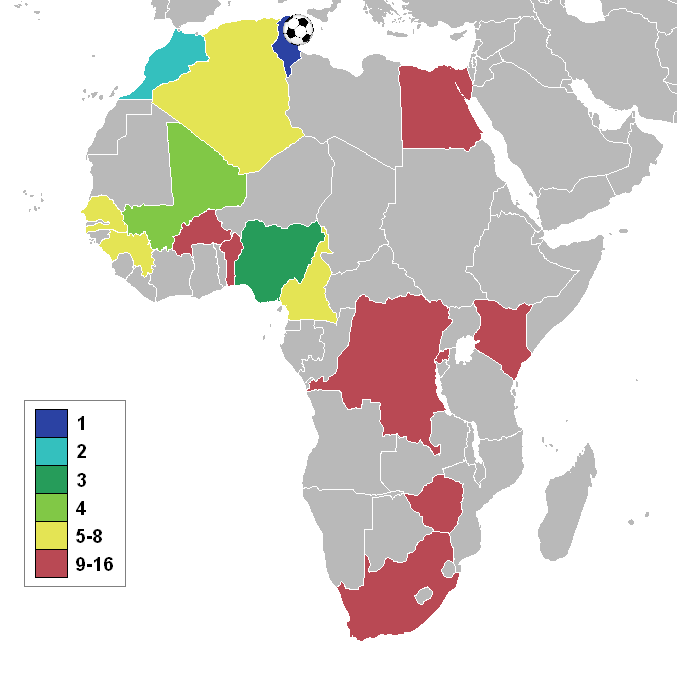
Deelnemende landen

| Land           | Aantal deelnames | Deelnames op rij | Vorige deelname |
| -------------- | ---------------- | ---------------- | --------------- |
| Algerije       | 13e              | 5                | 2002            |
| Benin          | 1e               | 1                | -               |
| Burkina Faso   | 6e               | 5                | 2002            |
| Congo-Kinshasa | 14e              | 7                | 2002            |
| Egypte         | 19e              | 11               | 2002            |
| Guinee         | 7e               | 1                | 1998            |
| Kameroen       | 13e              | 5                | 2002            |
| Kenia          | 5e               | 1                | 1992            |
| Mali           | 4e               | 2                | 2002            |
| Marokko        | 11e              | 4                | 2002            |
| Nigeria        | 13e              | 3                | 2002            |
| Rwanda         | 1e               | 1                | -               |
| Senegal        | 9e               | 3                | 2002            |
| Tunesië        | 11e              | 6                | 2002            |
| Zimbabwe       | 1e               | 1                | -               |
| Zuid-Afrika    | 5e               | 5                | 2002            |

## Speelsteden en stadions
| Radès              | Sousse                    | · Tunis Sousse Monastir Bizerte Sfax Radès | Tunis              | Bizerte            |
| 7 Novemberstadion  | Stade Olympique de Sousse | · Tunis Sousse Monastir Bizerte Sfax Radès | Stade El Menzah    | 15 Oktoberstadion  |
|                    | Capaciteit: 30.000        | · Tunis Sousse Monastir Bizerte Sfax Radès | Capaciteit: 45.000 |                    |
| Monastir           | Sfax                      | · Tunis Sousse Monastir Bizerte Sfax Radès |                    |                    |
| Stade Taïeb Mhiri  | Stade Mustapha Ben Jannet | · Tunis Sousse Monastir Bizerte Sfax Radès |                    |                    |
| Capaciteit: 60.000 | Capaciteit: 25.000        | · Tunis Sousse Monastir Bizerte Sfax Radès | Capaciteit: 30.000 | Capaciteit: 20.000 |

## Scheidsrechters
| Naam                 | Geboren    | Duels | Kreeg geel | Kreeg voor de tweede keer geel en dus rood | Weggestuurd |
| -------------------- | ---------- | ----- | ---------- | ------------------------------------------ | ----------- |
| Esam Abd El Fatah    | 30/12/1965 | 3     | 6          | -                                          | -           |
| Sharaf Aboubacar     | 04/01/1963 | 3     | 8          | -                                          | -           |
| Ali Bujsaim          | 09/09/1959 | 3     | 12         | -                                          | -           |
| Falla N'Doye         | 04/03/1960 | 3     | 9          | -                                          | -           |
| Modou Sowe           | 25/11/1963 | 3     | 12         | -                                          | 1           |
| Coffi Codjia         | 09/12/1967 | 2     | 11         | -                                          | -           |
| Divine Evehe         | 24/10/1964 | 2     | 6          | 2                                          | -           |
| Mohamed Guezzaz      | 01/10/1962 | 2     | 6          | -                                          | -           |
| Eddy Maillet         | 19/10/1967 | 2     | 5          | -                                          | -           |
| Abdul Hakim Shelmani | 12/06/1961 | 2     | 9          | -                                          | -           |
| Hailemalak Tessema   | 20/05/1960 | 2     | 8          | -                                          | -           |
| Koman Coulibaly      | 04/07/1970 | 1     | 5          | -                                          | -           |
| Jerome Damon         | 04/04/1972 | 1     | 5          | -                                          | 1           |
| Hichem Guirat        | 11/10/1960 | 1     | 4          | -                                          | -           |
| Alain Hamer          | 10/12/1965 | 1     | 5          | 1                                          | -           |
| Lassina Pare         | 27/08/1964 | 1     | 4          | -                                          | -           |
| Totaal               | Totaal     | 32    | 115        | 3                                          | 2           |

## Groepsfase

### Groep A
| Land           | Wed | Win | Gel | Ver | DV | DT | +/− | Pnt |
| -------------- | --- | --- | --- | --- | -- | -- | --- | --- |
| Tunesië        | 3   | 2   | 1   | 0   | 6  | 2  | +4  | 7   |
| Guinee         | 3   | 1   | 2   | 0   | 4  | 3  | +1  | 5   |
| Rwanda         | 3   | 1   | 1   | 1   | 3  | 3  | 0   | 4   |
| Congo-Kinshasa | 3   | 0   | 0   | 3   | 1  | 6  | –5  | 0   |

|                                          |                       |       |           |                                                                                       |
| 24 januari 2004 «onderlinge duels» 19:30 | Tunesië               | 2 – 1 | Rwanda    | Stade 7 Novembre, Radès Toeschouwers: 60.000 Scheidsrechter: Evehe Divine ( Kameroen) |
| 24 januari 2004 «onderlinge duels» 19:30 | Jaziri 27' Santos 57' |       | Elias 41' | Stade 7 Novembre, Radès Toeschouwers: 60.000 Scheidsrechter: Evehe Divine ( Kameroen) |

|                                          |                |       |                             |                                                                                         |
| 25 januari 2004 «onderlinge duels» 14:00 | Congo-Kinshasa | 1 – 2 | Guinee                      | Stade El Menzah, Tunis Toeschouwers: 2.000 Scheidsrechter: Abubakar Sharaf ( Ivoorkust) |
| 25 januari 2004 «onderlinge duels» 14:00 | Masudi 35'     |       | T. Camara 68' Feindouno 81' | Stade El Menzah, Tunis Toeschouwers: 2.000 Scheidsrechter: Abubakar Sharaf ( Ivoorkust) |

|                                          |                  |       |               |                                                                                      |
| 28 januari 2004 «onderlinge duels» 14:00 | Rwanda           | 1 – 1 | Guinee        | 15 Oktober Stadion, Bizerte Toeschouwers: 4.000 Scheidsrechter: Modou Sowe ( Gambia) |
| 28 januari 2004 «onderlinge duels» 14:00 | K. Kamanzi 90+3' |       | T. Camara 49' | 15 Oktober Stadion, Bizerte Toeschouwers: 4.000 Scheidsrechter: Modou Sowe ( Gambia) |

|                                          |                            |       |                |                                                                                          |
| 28 januari 2004 «onderlinge duels» 16:15 | Tunesië                    | 3 – 0 | Congo-Kinshasa | Stade 7 Novembre, Radès Toeschouwers: 60.000 Scheidsrechter: Jerome Damon ( Zuid-Afrika) |
| 28 januari 2004 «onderlinge duels» 16:15 | Santos 55', 87' Braham 65' |       |                | Stade 7 Novembre, Radès Toeschouwers: 60.000 Scheidsrechter: Jerome Damon ( Zuid-Afrika) |

|                                          |                |       |               |                                                                                             |
| 1 februari 2004 «onderlinge duels» 14:00 | Tunesië        | 1 – 1 | Guinee        | Stade 7 Novembre, Radès Toeschouwers: 35.000 Scheidsrechter: Hailemalek Tessama ( Ethiopië) |
| 1 februari 2004 «onderlinge duels» 14:00 | Ben Achour 58' |       | T. Camara 84' | Stade 7 Novembre, Radès Toeschouwers: 35.000 Scheidsrechter: Hailemalek Tessama ( Ethiopië) |

|                                          |            |       |                |                                                                                       |
| 1 februari 2004 «onderlinge duels» 14:00 | Rwanda     | 1 – 0 | Congo-Kinshasa | 15 Oktober Stadion, Bizerte Toeschouwers: 700 Scheidsrechter: Falla N'Doye ( Senegal) |
| 1 februari 2004 «onderlinge duels» 14:00 | Makasi 74' |       |                | 15 Oktober Stadion, Bizerte Toeschouwers: 700 Scheidsrechter: Falla N'Doye ( Senegal) |

### Groep B
| Land         | Wed | Win | Gel | Ver | DV | DT | +/− | Pnt |
| ------------ | --- | --- | --- | --- | -- | -- | --- | --- |
| Mali         | 3   | 2   | 1   | 0   | 7  | 3  | +4  | 7   |
| Senegal      | 3   | 1   | 2   | 0   | 4  | 1  | +3  | 5   |
| Kenia        | 3   | 1   | 0   | 2   | 4  | 6  | –2  | 3   |
| Burkina Faso | 3   | 0   | 1   | 2   | 1  | 6  | –5  | 1   |

|                                          |            |       |                              |                                                                                                |
| 26 januari 2004 «onderlinge duels» 14:00 | Kenia      | 1 – 3 | Mali                         | 15 Oktober Stadion, Bizerte Toeschouwers: 6.000 Scheidsrechter: Hailemalak Tessema ( Ethiopië) |
| 26 januari 2004 «onderlinge duels» 14:00 | Mulama 58' |       | Sissoko 28' Kanouté 63', 81' | 15 Oktober Stadion, Bizerte Toeschouwers: 6.000 Scheidsrechter: Hailemalak Tessema ( Ethiopië) |

|                                          |         |       |              |                                                                                       |
| 26 januari 2004 «onderlinge duels» 19:00 | Senegal | 0 – 0 | Burkina Faso | Stade El Menzah, Tunis Toeschouwers: 2.000 Scheidsrechter: Mohamed Guezzaz ( Marokko) |
| 26 januari 2004 «onderlinge duels» 19:00 |         |       |              | Stade El Menzah, Tunis Toeschouwers: 2.000 Scheidsrechter: Mohamed Guezzaz ( Marokko) |

|                                          |                              |       |       |                                                                                              |
| 30 januari 2004 «onderlinge duels» 14:00 | Senegal                      | 3 – 0 | Kenia | 15 Oktober Stadion, Bizerte Toeschouwers: 13.500 Scheidsrechter: Esam Abd El Fatah ( Egypte) |
| 30 januari 2004 «onderlinge duels» 14:00 | Niang 4', 31' P. B. Diop 19' |       |       | 15 Oktober Stadion, Bizerte Toeschouwers: 13.500 Scheidsrechter: Esam Abd El Fatah ( Egypte) |

|                                          |               |       |                                         |                                                                                          |
| 30 januari 2004 «onderlinge duels» 19:00 | Burkina Faso  | 1 – 3 | Mali                                    | Stade El Menzah, Tunis Toeschouwers: 1.500 Scheidsrechter: Abdel Hakim Shelmani ( Libië) |
| 30 januari 2004 «onderlinge duels» 19:00 | Minoungou 50' |       | Kanouté 34' Diarra 37' S. Coulibaly 78' | Stade El Menzah, Tunis Toeschouwers: 1.500 Scheidsrechter: Abdel Hakim Shelmani ( Libië) |

|                                          |            |       |               |                                                                                     |
| 2 februari 2004 «onderlinge duels» 14:00 | Senegal    | 1 – 1 | Mali          | Stade El Menzah, Tunis Toeschouwers: 7.550 Scheidsrechter: Evehe Divine ( Kameroen) |
| 2 februari 2004 «onderlinge duels» 14:00 | Beye 45+2' |       | D. Traoré 34' | Stade El Menzah, Tunis Toeschouwers: 7.550 Scheidsrechter: Evehe Divine ( Kameroen) |

|                                          |              |                               |       |                                                                                      |
| 2 februari 2004 «onderlinge duels» 14:00 | Burkina Faso | 0 – 3                         | Kenia | 15 Oktober Stadion, Bizerte Toeschouwers: 4.550 Scheidsrechter: Modou Sowe ( Gambia) |
| 2 februari 2004 «onderlinge duels» 14:00 |              | Ake 51' Oliech 64' Baraza 83' |       | 15 Oktober Stadion, Bizerte Toeschouwers: 4.550 Scheidsrechter: Modou Sowe ( Gambia) |

### Groep C
| Land     | Wed | Win | Gel | Ver | DV | DT | +/− | Pnt |
| -------- | --- | --- | --- | --- | -- | -- | --- | --- |
| Kameroen | 3   | 1   | 2   | 0   | 6  | 4  | +2  | 5   |
| Algerije | 3   | 1   | 1   | 1   | 4  | 4  | 0   | 4   |
| Egypte   | 3   | 1   | 1   | 1   | 3  | 3  | 0   | 4   |
| Zimbabwe | 3   | 1   | 0   | 2   | 6  | 8  | –2  | 3   |

|                                          |               |       |                                |                                                                                           |
| 25 januari 2004 «onderlinge duels» 16:30 | Zimbabwe      | 1 – 2 | Egypte                         | Stade Taïeb Mhiri, Sfax Toeschouwers: 22.000 Scheidsrechter: Lassina Paré ( Burkina Faso) |
| 25 januari 2004 «onderlinge duels» 16:30 | P. Ndlovu 46' |       | T. Abdel Hamid 58' Barakat 63' | Stade Taïeb Mhiri, Sfax Toeschouwers: 22.000 Scheidsrechter: Lassina Paré ( Burkina Faso) |

|                                          |            |       |            |                                                                                              |
| 25 januari 2004 «onderlinge duels» 19:00 | Kameroen   | 1 – 1 | Algerije   | Stade Olympique de Sousse, Sousse Toeschouwers: 20.000 Scheidsrechter: Coffi Codjia ( Benin) |
| 25 januari 2004 «onderlinge duels» 19:00 | M'Boma 43' |       | Zafour 52' | Stade Olympique de Sousse, Sousse Toeschouwers: 20.000 Scheidsrechter: Coffi Codjia ( Benin) |

|                                          |                                      |       |                                       |                                                                                           |
| 29 januari 2004 «onderlinge duels» 16:30 | Kameroen                             | 5 – 3 | Zimbabwe                              | Stade Taïeb Mhiri, Sfax Toeschouwers: 15.000 Scheidsrechter: Abubakar Sharaf ( Ivoorkust) |
| 29 januari 2004 «onderlinge duels» 16:30 | M'Boma 31', 44', 65' M'Bami 40', 67' |       | P. Ndlovu 8', 47' (pen.) Nyandoro 89' | Stade Taïeb Mhiri, Sfax Toeschouwers: 15.000 Scheidsrechter: Abubakar Sharaf ( Ivoorkust) |

|                                          |                        |       |           |                                                                                                 |
| 29 januari 2004 «onderlinge duels» 19:00 | Algerije               | 2 – 1 | Egypte    | Stade Olympique de Sousse, Sousse Toeschouwers: 15.000 Scheidsrechter: Alain Hamer ( Luxemburg) |
| 29 januari 2004 «onderlinge duels» 19:00 | Mamouni 13' Achiou 86' |       | Belal 25' | Stade Olympique de Sousse, Sousse Toeschouwers: 15.000 Scheidsrechter: Alain Hamer ( Luxemburg) |

|                                          |          |       |        | |
| 3 februari 2004 «onderlinge duels» 14:00 | Kameroen | 0 – 0 | Egypte | Stade Mustapha Ben Jannet, Monastir Toeschouwers: 20.000 Scheidsrechter: Ali Bujsaim ( Verenigde Arabische Emiraten) |
| 3 februari 2004 «onderlinge duels» 14:00 |          |       |        | Stade Mustapha Ben Jannet, Monastir Toeschouwers: 20.000 Scheidsrechter: Ali Bujsaim ( Verenigde Arabische Emiraten) |

|                                          |            |       |                           |                                                                                                   |
| 3 februari 2004 «onderlinge duels» 14:00 | Algerije   | 1 – 2 | Zimbabwe                  | Stade Olympique de Sousse, Sousse Toeschouwers: 10.000 Scheidsrechter: Eddy Maillet ( Seychellen) |
| 3 februari 2004 «onderlinge duels» 14:00 | Achiou 73' |       | A. Ndlovu 65' Lupahla 71' | Stade Olympique de Sousse, Sousse Toeschouwers: 10.000 Scheidsrechter: Eddy Maillet ( Seychellen) |

### Groep D
| Land        | Wed | Win | Gel | Ver | DV | DT | +/− | Pnt |
| ----------- | --- | --- | --- | --- | -- | -- | --- | --- |
| Marokko     | 3   | 2   | 1   | 0   | 6  | 1  | +5  | 7   |
| Nigeria     | 3   | 2   | 0   | 1   | 6  | 2  | +4  | 6   |
| Zuid-Afrika | 3   | 1   | 1   | 1   | 3  | 5  | –2  | 4   |
| Benin       | 3   | 0   | 0   | 3   | 1  | 10 | –9  | 0   |

|                                          |         |           |         |                                                                                                  |
| 27 januari 2004 «onderlinge duels» 14:00 | Nigeria | 0 – 1     | Marokko | Stade Mustapha Ben Jannet, Monastir Toeschouwers: 15.000 Scheidsrechter: Falla N'Doye ( Senegal) |
| 27 januari 2004 «onderlinge duels» 14:00 |         | Hadji 77' |         | Stade Mustapha Ben Jannet, Monastir Toeschouwers: 15.000 Scheidsrechter: Falla N'Doye ( Senegal) |

|                                          |                   |       |       |                                                                                      |
| 27 januari 2004 «onderlinge duels» 18:00 | Zuid-Afrika       | 2 – 0 | Benin | Stade Taïeb Mhiri, Sfax Toeschouwers: 12.000 Scheidsrechter: Koman Coulibaly ( Mali) |
| 27 januari 2004 «onderlinge duels» 18:00 | Nomvethe 58', 76' |       |       | Stade Taïeb Mhiri, Sfax Toeschouwers: 12.000 Scheidsrechter: Koman Coulibaly ( Mali) |

|                                          |                                               |       |             | |
| 31 januari 2004 «onderlinge duels» 14:00 | Nigeria                                       | 4 – 0 | Zuid-Afrika | Stade Mustapha Ben Jannet, Monastir Toeschouwers: 15.000 Scheidsrechter: Ali Bujsaim ( Verenigde Arabische Emiraten) |
| 31 januari 2004 «onderlinge duels» 14:00 | Yobo 4' Okocha 64' (pen.) Odemwingie 81', 83' |       |             | Stade Mustapha Ben Jannet, Monastir Toeschouwers: 15.000 Scheidsrechter: Ali Bujsaim ( Verenigde Arabische Emiraten) |

|                                          |                                                      |       |       |                                                                                         |
| 31 januari 2004 «onderlinge duels» 18:00 | Marokko                                              | 4 – 0 | Benin | Stade Taïeb Mhiri, Sfax Toeschouwers: 20.000 Scheidsrechter: Eddy Maillet ( Seychellen) |
| 31 januari 2004 «onderlinge duels» 18:00 | Chamakh 17' Mokhtari 73' Ouaddou 75' El Karkouri 80' |       |       | Stade Taïeb Mhiri, Sfax Toeschouwers: 20.000 Scheidsrechter: Eddy Maillet ( Seychellen) |

|                                          |                  |       |             |                                                                                                |
| 4 februari 2004 «onderlinge duels» 18:00 | Marokko          | 1 – 1 | Zuid-Afrika | Stade Olympique de Sousse, Sousse Toeschouwers: 6.000 Scheidsrechter: Hichem Guirat ( Tunesië) |
| 4 februari 2004 «onderlinge duels» 18:00 | Safri 38' (pen.) |       | Mayo 29'    | Stade Olympique de Sousse, Sousse Toeschouwers: 6.000 Scheidsrechter: Hichem Guirat ( Tunesië) |

|                                          |                     |       |               |                                                                                          |
| 4 februari 2004 «onderlinge duels» 18:00 | Nigeria             | 2 – 1 | Benin         | Stade Taïeb Mhiri, Sfax Toeschouwers: 15.000 Scheidsrechter: Esam Abd El Fatah ( Egypte) |
| 4 februari 2004 «onderlinge duels» 18:00 | Lawal 35' Utaka 76' |       | Latoundji 90' | Stade Taïeb Mhiri, Sfax Toeschouwers: 15.000 Scheidsrechter: Esam Abd El Fatah ( Egypte) |

## Knock-outfase
|  | kwartfinale           | kwartfinale          |                     |       | halve finale           | halve finale           |   |  | finale | finale |
|  |                       |                      |                     |       |                        |                        |   |  |        |        |
|  | 7 februari – Radès    |                      |                     |       |                        |                        |   |  |        |        |
|  |                       |                      |                     |       |                        |                        |   |  |        |        |
|  | Tunesië               | 1                    |                     |       |                        |                        |   |  |        |        |
|  | Tunesië               | 1                    | 11 februari – Radès |       |                        |                        |   |  |        |        |
|  | Senegal               | 0                    |                     |       |                        |                        |   |  |        |        |
|  | Senegal               | 0                    | Tunesië             | 1 (5) |                        |                        |   |  |        |        |
|  | 8 februari – Monastir |                      | Tunesië             | 1 (5) |                        |                        |   |  |        |        |
|  |                       | Nigeria              | 1 (4)               |       |                        |                        |   |  |        |        |
|  | Kameroen              | Nigeria              | 1 (4)               | 1     |                        |                        |   |  |        |        |
|  | Kameroen              |                      | 14 februari – Radès | 1     |                        |                        |   |  |        |        |
|  | Nigeria               | 2                    |                     |       |                        |                        |   |  |        |        |
|  | Nigeria               | 2                    | Tunesië             | 2     |                        |                        |   |  |        |        |
|  | 8 februari – Sfax     |                      | Tunesië             | 2     |                        |                        |   |  |        |        |
|  |                       | Marokko              | 1                   |       |                        |                        |   |  |        |        |
|  | Marokko               | Marokko              | 1                   | 3     |                        |                        |   |  |        |        |
|  | Marokko               | 11 februari – Sousse |                     | 3     |                        |                        |   |  |        |        |
|  | Algerije              | 1                    |                     |       |                        |                        |   |  |        |        |
|  | Algerije              | 1                    | Marokko             | 4     | derde plaats           | derde plaats           |   |  |        |        |
|  | 7 februari – Tunis    |                      | Marokko             | 4     | derde plaats           | derde plaats           |   |  |        |        |
|  |                       | Mali                 | 0                   |       | 13 februari – Monastir | 13 februari – Monastir |   |  |        |        |
|  | Mali                  | Mali                 | 0                   | 2     | 13 februari – Monastir | 13 februari – Monastir |   |  |        |        |
|  | Mali                  |                      |                     |       |                        | Nigeria                | 2 |  |        |        |
|  | Guinee                | 1                    |                     |       |                        | Nigeria                | 2 |  |        |        |
|  | Guinee                | 1                    | Mali                | 1     |                        |                        |   |  |        |        |
|  |                       |                      | Mali                | 1     |                        |                        |   |  |        |        |

### Kwartfinale
|                                          |                        |       |               |                                                                                        |
| 7 februari 2004 «onderlinge duels» 14:00 | Mali                   | 2 – 1 | Guinee        | Stade El Menzah, Tunis Toeschouwers: 1.450 Scheidsrechter: Esam Abd El Fatah ( Egypte) |
| 7 februari 2004 «onderlinge duels» 14:00 | Kanouté 45' Diarra 90' |       | Feindouno 15' | Stade El Menzah, Tunis Toeschouwers: 1.450 Scheidsrechter: Esam Abd El Fatah ( Egypte) |

|                                          |           |       |         | |
| 7 februari 2004 «onderlinge duels» 17:00 | Tunesië   | 1 – 0 | Senegal | Stade 7 Novembre, Radès Toeschouwers: 60.000 Scheidsrechter: Ali Bujsaim ( Verenigde Arabische Emiraten) |
| 7 februari 2004 «onderlinge duels» 17:00 | Mnari 65' |       |         | Stade 7 Novembre, Radès Toeschouwers: 60.000 Scheidsrechter: Ali Bujsaim ( Verenigde Arabische Emiraten) |

|                                          |           |       |                      | |
| 8 februari 2004 «onderlinge duels» 14:00 | Kameroen  | 1 – 2 | Nigeria              | Stade Mustapha Ben Jannet, Monastir Toeschouwers: 14.750 Scheidsrechter: Mohamed Guezzaz ( Marokko) |
| 8 februari 2004 «onderlinge duels» 14:00 | Eto'o 42' |       | Okocha 45' Utaka 73' | Stade Mustapha Ben Jannet, Monastir Toeschouwers: 14.750 Scheidsrechter: Mohamed Guezzaz ( Marokko) |

|                                          |                                   |            |             |                                                                                            |
| 8 februari 2004 «onderlinge duels» 17:00 | Marokko                           | 3 – 1 (nv) | Algerije    | Stade Taïeb Mhiri, Sfax Toeschouwers: 22.000 Scheidsrechter: Abdel Hakim Shelmani ( Libië) |
| 8 februari 2004 «onderlinge duels» 17:00 | Chamakh 90' Hadji 113' Zairi 120' |            | Cherrad 84' | Stade Taïeb Mhiri, Sfax Toeschouwers: 22.000 Scheidsrechter: Abdel Hakim Shelmani ( Libië) |

### Halve finale
|                                           |                                         |            |                             |                                                                                    |
| 11 februari 2004 «onderlinge duels» 16:00 | Tunesië                                 | 1 – 1 (nv) | Nigeria                     | Stade 7 Novembre, Radès Toeschouwers: 60.000 Scheidsrechter: Coffi Codjia ( Benin) |
| 11 februari 2004 «onderlinge duels» 16:00 | Badra 82'                               |            | Okocha 67'                  | Stade 7 Novembre, Radès Toeschouwers: 60.000 Scheidsrechter: Coffi Codjia ( Benin) |
| 11 februari 2004 «onderlinge duels» 16:00 | Strafschoppen                           |            |                             | Stade 7 Novembre, Radès Toeschouwers: 60.000 Scheidsrechter: Coffi Codjia ( Benin) |
| 11 februari 2004 «onderlinge duels» 16:00 | Badra Santos Mhedhebi Ben Achour Haggui | 5 – 3      | Utaka Odemwingie Yobo Udeze | Stade 7 Novembre, Radès Toeschouwers: 60.000 Scheidsrechter: Coffi Codjia ( Benin) |

|                                           |                                        |       |      | |
| 11 februari 2004 «onderlinge duels» 19:00 | Marokko                                | 4 – 0 | Mali | Stade Olympique de Sousse, Sousse Toeschouwers: 15.000 Scheidsrechter: Abubakar Sharaf ( Ivoorkust) |
| 11 februari 2004 «onderlinge duels» 19:00 | Mokhtari 44', 58' Hadji 80' Baha 90+1' |       |      | Stade Olympique de Sousse, Sousse Toeschouwers: 15.000 Scheidsrechter: Abubakar Sharaf ( Ivoorkust) |

### Troostfinale
|                                           |                           |       |            |                                                                                              |
| 13 februari 2004 «onderlinge duels» 20:00 | Nigeria                   | 2 – 1 | Mali       | Stade Mustapha Ben Jannet, Monastir Toeschouwers: 2.500 Scheidsrechter: Modou Sowe ( Gambia) |
| 13 februari 2004 «onderlinge duels» 20:00 | Okocha 16' Odemwingie 52' |       | Abouta 70' | Stade Mustapha Ben Jannet, Monastir Toeschouwers: 2.500 Scheidsrechter: Modou Sowe ( Gambia) |

### Finale
|                                               |                                                 |       |                      |                                                                                      |
| 14 februari 2004 «onderlinge duels» 14:30 uur | Tunesië                                         | 2 – 1 | Marokko              | Stade 7 Novembre, Radès Toeschouwers: 65.000 Scheidsrechter: Falla N'Doye ( Senegal) |
| 14 februari 2004 «onderlinge duels» 14:30 uur | Francileudo Dos Santos Silva 5' Ziad Jaziri 52' |       | 38' Youssef Mokhtari | Stade 7 Novembre, Radès Toeschouwers: 65.000 Scheidsrechter: Falla N'Doye ( Senegal) |

| Afrika Cup Winnaar 2004 |
| ----------------------- |
| TUNESIË 1ste titel      |

## Doelpuntenmakers
4 doelpunten
- Patrick Mboma
- Frédéric Kanouté

- Augustine Okocha
- Francileudo Dos Santos Silva

3 doelpunten
- Aboubacar Titi Camara
- Youssouf Hadji

- Osaze Odemwingie

- Peter Ndlovu

2 doelpunten
- Hocine Achiou
- Modeste M'bami
- Mahamadou Diarra

- Marouane Chamakh
- John Utaka
- Mamadou Niang

- Siyabonga Nomvete
- Ziad Jaziri
- Pascal Feindouno

1 doelpunt
- Abdelmalek Cherrad
- Mamar Mamouni
- Brahim Zafour
- Moussa Latoundji
- Dieudonné Minoungou
- Samuel Eto'o
- Alain Masudi
- Tamer Abdel Hamid
- Mohamed Barakat
- Ahmed Belal
- John Braza
- Emmanuel Ake
- Titus Mulama

- Dennis Oliech
- Sedonoude Abouta
- Soumaïla Coulibaly
- Mohamed Sissoko
- Dramane Traoré
- Nabil Baha
- Talal El Karkouri
- Abdeslam Ouaddou
- Youssef Safri
- Jaouad Zairi
- Garba Lawal
- Joseph Yobo
- João Elias

- Karim Kamanzi
- Saïd Abed Makasi
- Habib Beye
- Papa Bouba Diop
- Patrick Mayo
- Khaled Badra
- Selim Ben Achour
- Najeh Braham
- Jawhar Mnari
- Joel Lupahla
- Adam Ndlovu
- Esrom Nyandoro

Eigen doelpunt
- Anicet Adjamossi (Tegen Marokko)